# اترینگن (ماین-کبلنتس)
اترینگن (ماین-کبلنتس) (به آلمانی: Ettringen) یک شهر در آلمان است که در ماین-کبلنتس واقع شده‌است. اترینگن ۲٬۸۱۹ نفر جمعیت دارد.